# The Secret Diaries of Miss Anne Lister
The Secret Diaries of Miss Anne Lister (Brasil: O Diário Secreto da Senhorita Anne Lister / Portugal: O Diário Secreto de Anne Lister) é um filme britânico de biografia, drama e romance de 2010, escrito por Jane English, dirigido por James Kent e estrelado por Maxine Peake.
O filme é baseado nos contos do diário de Anne Lister, escritos em código e decodificados muitos anos após sua morte. A história apresenta relacionamentos lésbicos de Lister e seu estilo de vida independente, como uma industrial. O filme foi filmado no final de 2009 em vários locais em Yorkshire. Foi exibido no London Lesbian and Film Festival Gay em março de 2010 e transmitido no Reino Unido pela BBC em maio. 

## Produção
Anne Lister (1791-1840) era uma mulher rica e solteira, que herdou, de seu tio, a propriedade denominada Shibden Hall em West Yorkshire, em 1826. Ao longo de sua vida, ela manteve um diário onde narrou os detalhes de sua vida cotidiana, incluindo seus relacionamentos lésbicos, suas preocupações financeiras, suas atividades industriais e seu trabalho dedicado a Shibden Hall. Os diários contêm mais de 4.000.000 palavras e cerca de um sexto delas (aquelas cujo trata sobre os detalhes íntimos de seus relacionamentos amorosos e sexuais) foram escritas em código. O código, derivado de uma combinação de álgebra e grego antigo, foi decifrado em 1930.
O roteiro de The Secret Diaries of Miss Anne Lister foi escrito por Jane English e o filme foi dirigido por James Kent. O personagem-título foi interpretado por Maxine Peake, que afirmou não conhecer a história de Anne Lister antes do filme e fez questão de participar de uma produção com várias personagens femininas fortes. Ela disse que seu papel, "foi um privilégio - Entrei em pânico antes de interpretá-la porque ela é uma figura importante da cultura gay e lésbica e eu queria fazer um bom trabalho."

## Sinopse
Anne Lister (Maxine Peake) é uma jovem solteira e rica que vive no século XIX, em  Shibden Hall, West Yorkshire. Ela vive com sua tia (Gemma Jones) e seu tio (Alan David). A única coisa que ela quer é ter alguém para amar e compartilhar sua vida. Anne descobre-se lésbica, apesar dos esforços de seus tios para que ela tenha um marido. No entanto, a pessoa que ela tem em mente é Mariana Belcombe (Anna Madeley), com quem mantém um relacionamento romântico e sexual secreto. A relação amorosa entre as duas se rompe quando Mariana se casa com um viúvo rico chamado Charles Lawton (Michael Culkin). Deprimida, Anne passa a dedicar seu tempo aos estudos. Um ano depois do casamento de Mariana, ela começa a pensar em encontrar um outro amor. Anne conhece uma jovem na igreja chamada Miss Browne (Tina O'Brien) e elas se tornam amigas íntimas.
Mariana pede a Anne para ir ao seu encontro em um hotel em Manchester. No hotel, Mariana revela a Anne que só pretende viver ao seu lado quando se tornar viúva. Ela afirma que seu marido não é saudável e não terá muito tempo de vida. Anne concorda e elas compram anéis de casamento para usar em volta de seus pescoços até que possam viver juntas. Voltando a Shibden Hall, Anne ignora a atenção recebida de Miss Browne. Um empresário local chamado Christopher Rawson (Dean Lennox Kelly) propõe casamento a Anne. Ela recusa o pedido, afirmando que não sente amor por ele. Christopher Rawson sente-se ofendido e revela a Anne que as pessoas costumam referir-se a ela como Gentleman Jack, um termo masculinizado. Mais tarde, Anne diz a sua tia e seu tio que ela não deseja um marido, que quer ser independente e pretende um dia viver com alguém do sexo feminino. Seus tios a compreendem e afirmam que irão proteger Anne. 
Em seu aniversário, ela recebe a visita de Mariana e Miss Browne. Durante a visita, Miss Browne diz a Anne que está apaixonada por ela e diz ser capaz de ser sua companheira, mas Anne rejeita Miss Browne, afirmando que elas são apenas amigas e que ama Mariana. No mesmo dia, Anne e Mariana mantém uma sórdida relação sexual.
Anne vai a uma festa com seus conhecidos, incluindo Rawson e os Lawtons. Mariana vê Anne usando claramente seu anel de casamento no pescoço e fica descontente com Anne por acreditar que ela está chamando atenção para si mesma. Anne reclama que Charles Lawton não está tão doente quanto Mariana a levou a acreditar. Charles Rawson vê as duas mulheres conversando e, ao aproximar-se das duas, insinua que Anne ama Mariana. Após a festa, Mariana escreve uma carta para Ana dizendo sobre as suspeitas de seu marido. Ela pede para Anne não escrever mais para ela.
O tio de Anne morre e ela herda sua fortuna. Ela escreve para Mariana, pedindo-lhe para vir morar com ela, já que herdou toda a fortuna da família e pode oferecer uma boa vida à Mariana. Mariana responde que irá viajar daqui a alguns dias e propõe conversar com Anne sobre o assunto. No momento da conversa, Anne vai buscar Mariana dentro da carruagem na estrada, deixando Mariana descontente por achar que Anne está chamando a atenção demais das pessoas, para o caso delas. Mariana afirma a Anne que preferia morrer do que ser descoberta com Anne, deixando Anne constrangida e triste por achar que Mariana sente vergonha delas. Mariana afirma que elas poderiam ser felizes juntas, mas teriam que viver separadas. Por fim, Anne diz que quer passar sua vida com alguém, e vai embora, deixando Mariana para trás.
Quando Rawson se oferece para comprar uma parte do terreno de Anne, a fim de explorar carvão, ela se recusa e diz que ela mesma vai minerar. Ela cria uma aliança de negócios com Ann Walker (Christine Bottomley), uma conhecida mulher da cidade, solteira, que assim como ela, herdou recentemente uma fortuna. Elas também se tornam amigas íntimas. Logo, as duas mulheres são intimidadas e perseguidas por Rawson, agora seu rival de negócios. Para sua proteção, Ann Walker passa a morar em Shibden Hall, com Anne. A tia de Ann Walker, Mrs. Priestley (Richenda Carey) procura a sobrinha e pede que ela saia da casa de Anne, afirmando que as pessoas estão espalhando boatos chocantes sobre as duas mulheres e dizendo a Ann que, caso ela permaneça com Anne Lister, irá arruinar o nome de sua família e perderá a chance de encontrar um bom marido. Ann afirma que não quer um marido. Após a saída de sua tia, Ann diz a Anne que ela quer viver em Shibden Hall com ela. Anne pede que Ann tenha certeza de sua decisão. Ann diz ter certeza do que quer e pede para ser a companheira de Anne.
Alguns dias após, Mariana visita Anne Lister e afirma que agora poderá abandonar seu marido e passar a viver com ela, como sua companheira. Anne, entretanto, diz a Mariana que está vivendo com Ann Walker e que está feliz. O filme termina com Mariana indo embora. Anne Lister continuaria a viver com Ann Walker.
Epílogo
- Mariana Belcombe continuou casada com seu marido, Charles Lawtons, até ele morrer, aos 89 anos.
- Tib passou sua vida inteira solteira e morreu com sua família.
- Anne Lister e Ann Walker viveram como companheiras até 1840, quando Anne morreu de febre enquanto as duas viajavam pelo Cáucaso.